# Stadsdelsområde
Stadsdelsområde kallas det område som styrs av en stadsdelsnämnd inom Stockholms kommun. Stockholm är indelad i 11 stadsdelsområden, och varje del kan bestå av flera stadsdelar eller delar av stadsdelar. De första stadsdelsnämnderna startade sin verksamhet den 1 januari 1997 med 24 stadsdelsområden.
Stadsdelsområde motsvaras inom Göteborgs kommun av beteckningen stadsdelsnämndsområde, och stadsdel motsvaras av primärområde.

## Verksamheter
Stadsdelsnämnderna ansvarar för och fattar beslut om kommunal service och omsorg som rör de boende i stadsdelsområdet. Det omfattar bland annat:
- Fritids- och kulturverksamhet
- Förskola
- Försörjningsstöd, budgetrådgivning och skuldsanering
- Konsumentrådgivning
- Lokala näringslivs- och arbetsmarknadsåtgärder
- Lokala stadsmiljöfrågor
- Renhållning av parker
- Service och omsorg till funktionshindrade
- Social service, omsorg och behandling samt familjerätt
- Äldreomsorg.

I Stockholms kommun har ansvaret för grundskola, skolbarnomsorg, obligatorisk särskola och mellanstadieverksamhet från och med den 1 juli 2007 flyttats från stadsdelsnämnderna till utbildningsnämnden.
Vidare överflyttades ansvaret för drift och underhåll av gator samt enklare bygglov och markupplåtelser till trafik- och renhållningsnämnden fr.o.m. den 1 januari 2007.

## Nuvarande stadsdelsområden i Stockholm
Den 1 juli 2023 trädde två sammanslagningar i kraft. Rinkeby-Kista och Spånga-Tensta bildade Järva stadsdelsområde. Östermalm och Norrmalm slogs ihop och bildade Norra innerstadens stadsdelsområde.
| - Bromma stadsdelsområde - Enskede-Årsta-Vantörs stadsdelsområde - Farsta stadsdelsområde - Hägersten-Älvsjö stadsdelsområde - Hässelby-Vällingby stadsdelsområde - Järva stadsdelsområde | - Kungsholmens stadsdelsområde - Norra innerstadens stadsdelsområde - Skarpnäcks stadsdelsområde - Skärholmens stadsdelsområde - Södermalms stadsdelsområde |

## Tidigare stadsdelsområden i Stockholm

### 1997–1998
Under 1997 och 1998 var Stockholm indelat i 24 stadsdelsområden:
| - Bromma stadsdelsområde - Enskede stadsdelsområde - Farsta stadsdelsområde - Hammarby stadsdelsområde - Hornstulls stadsdelsområde - Hägerstens stadsdelsområde - Hässelby stadsdelsområde - Katarina-Sofia stadsdelsområde | - Kista stadsdelsområde - Kungsholmens stadsdelsområde - Liljeholmens stadsdelsområde - Maria-Gamla stans stadsdelsområde - Norrmalms stadsdelsområde - Rinkeby stadsdelsområde - Skarpnäcks stadsdelsområde - Skärholmens stadsdelsområde | - Spånga-Tensta stadsdelsområde - Söderleds stadsdelsområde - Vantörs stadsdelsområde - Vällingby stadsdelsområde - Västerleds stadsdelsområde - Årsta stadsdelsområde - Älvsjö stadsdelsområde - Östermalms stadsdelsområde |

### 1999–2006

Stockholms stadsdelsområden fram till och med 2006.

1 januari 1999 organiserades Stockholms stadsdelsområden om från 24 områden till 18. Enskede och Årsta gick samman och bildade Enskede-Årsta, och Hässelby och Vällingby gick samman och bildade Hässelby-Vällingby. Västerled kom att ingå i Bromma, Söderled kom att ingå i Farsta och Hornstull kom att ingå i Maria-Gamla stan. Hammarby stadsdelsområde delades upp mellan Skarpnäck och Katarina-Sofia.
| - Bromma stadsdelsområde, 59 622 inv. - Enskede-Årsta stadsdelsområde, 46 183 inv. - Farsta stadsdelsområde, 45 671 inv. - Hägerstens stadsdelsområde, 29 847 inv. - Hässelby-Vällingby stadsdelsområde, 58 796 inv. - Katarina-Sofia stadsdelsområde, 44 224 inv. - Kista stadsdelsområde, 30 142 inv. - Kungsholmens stadsdelsområde, 54 283 inv. - Liljeholmens stadsdelsområde, 31 309 inv. | - Maria-Gamla stans stadsdelsområde, 63 953 inv. - Norrmalms stadsdelsområde, 62 198 inv. - Rinkeby stadsdelsområde, 15 613 inv. - Skarpnäcks stadsdelsområde, 40 248 inv. - Skärholmens stadsdelsområde, 30 883 inv. - Spånga-Tensta stadsdelsområde, 34 366 inv. - Vantörs stadsdelsområde, 35 248 inv. - Älvsjö stadsdelsområde, 21 290 inv. - Östermalms stadsdelsområde, 61 168 inv. |

Antalet invånare avser den 31 december 2004. I innerstaden bodde 285 826 invånare. Söderort och Västerort hade 479 218 invånare.

### 2007–2020
Den 1 januari 2007 minskades antalet stadsdelsområden till 14. Enskede-Årsta och Vantör bildade Enskede-Årsta-Vantör, Hägersten och Liljeholmen bildade Hägersten-Liljeholmen, Kista och Rinkeby bildade Rinkeby-Kista och Maria-Gamla stan och Katarina-Sofia bildade Södermalm. 
| - Bromma stadsdelsområde - Enskede-Årsta-Vantörs stadsdelsområde - Farsta stadsdelsområde - Hägersten-Liljeholmens stadsdelsområde - Hässelby-Vällingby stadsdelsområde - Kungsholmens stadsdelsområde - Norrmalms stadsdelsområde | - Rinkeby-Kista stadsdelsområde - Skarpnäcks stadsdelsområde - Skärholmens stadsdelsområde - Spånga-Tensta stadsdelsområde - Södermalms stadsdelsområde - Älvsjö stadsdelsområde - Östermalms stadsdelsområde |

### 2020–2023
1 juli 2020 sammanlades Älvsjö stadsdelsområde med Hägersten-Liljeholmens stadsdelsområde och bildade Hägersten-Älvsjö stadsdelsområde
| - Bromma stadsdelsområde - Enskede-Årsta-Vantörs stadsdelsområde - Farsta stadsdelsområde - Hägersten-Älvsjö stadsdelsområde - Hässelby-Vällingby stadsdelsområde - Kungsholmens stadsdelsområde - Norrmalms stadsdelsområde | - Rinkeby-Kista stadsdelsområde - Skarpnäcks stadsdelsområde - Skärholmens stadsdelsområde - Spånga-Tensta stadsdelsområde - Södermalms stadsdelsområde - Östermalms stadsdelsområde |